# زياد عشيش
زياد عشيش (20 تشرين الأول - 1998) لاعب المنتخب الأردني للملاكمة وهو شقيق اللاعب حسين عشيش، بدأ ممارسة رياضة الملاكمة عام 2009 في مركز شباب الأردن بمخيم البقعة وإنضم إلى صفوف المنتخب الأردني عام 2014 وكانت أول مشاركة له مع المنتخب الأردني في بطولة دولية بتركيا عام 2015 ونجح في عام 2020 بالتأهل إلى أولمبياد طوكيو.

## إنجازاته
تمكن عشيش من التأهل إلى أولمبياد طوكيو بعد فوزه بالميدالية الذهبية ضمن منافسات وزن تحت 69 كغم ببطولة الملاكمة المؤهلة إلى أولمبياد طوكيو عن قارتي آسيا وأقيانوسيا.
في تلك البطولة افتتح زياد مشواره بتحقيق الفوز على الأسترالي، ماليا جيسون، ومن ثم فاز في الدور ربع النهائي على لاعب ساموا، ماريون فوستينو، ليضمن تأهله إلى أولمبياد طوكيو، ومن ثم فاز في الدور نصف النهائي على المصنف الأول وبطل آسيا وصاحب برونزية بطولة العالم 2019 الأوزبكي باتوروف بوبو-عثمان وفي النهائي أحرز ذهبية وزنه لعدم صعود خصمه الهندي كريشنا فيكاس إلى الحلبة بسبب تعرضه للإصابة.
كما فاز زياد عشيش بالميدالية البرونزية في دورة الألعاب الآسيوية بإندونيسيا عام 2018 وكان الملاكم العربي الوحيد الذي توج بميدالية في تلك البطولة.

## وصلات خارجية
- ً زياد عشيش على موقع أوليمبيديا (الإنجليزية)